# ケプラー1625b I
ケプラー1625b I (英: Kepler-1625b I) とは、太陽系外惑星 ケプラー1625bの周りを公転している可能性がある、初めて発見されたとされる太陽系外衛星候補である。はくちょう座の方向に約8000光年離れている。トランジット法を用いて2017年に発見が報告された。

## 概要
| 木星 | ケプラー1625b I |
| ---- | --------------- |
| 木星 | Exoplanet       |

ケプラー1625b I はまだ存在が確定しているわけではないが、確認されれば、史上初めて発見された太陽系外衛星となる。ケプラー1625b I は2017年に初めて検出の兆候が報告され、2017年10月からハッブル宇宙望遠鏡を用いた観測が行われた。2018年10月初旬に『サイエンス・アドバンシス』誌で観測結果を報告する論文が発表された。

## 存在への疑問
2018年10月の論文では、海王星程度の質量の衛星によるTTVと海王星程度の半径の衛星による減光が示されている。2019年2月に公表された際分析では、衛星の可能性を示唆した。しかし、傾いた軌道を持つホット・ジュピターが原因である可能性があり、将来のドップラー分光法を用いた観測が可能かもしれないことを示唆した。
また、2019年4月のハッブル宇宙望遠鏡を用いた研究では、衛星の存在を示す信号がアーティファクトである可能性が指摘された。この研究結果では、ケプラー1625b I は実在しない天体である可能性があることが指摘されている。また、検出されているケプラー1625b のトランジット時刻の変動は、ケプラー1625b I ではなくケプラー1625系の別の惑星の引力によって引き起こされている可能性がある。ケプラーによる観測ではそのような惑星は検出されていないが、ケプラーの観測技術では検出できなかった可能性もある。
2020年8月、別に発見されていた6つの太陽系外衛星候補の分析が行われ、ケプラー1625bについても行われた。その結果、ケプラー1625b I が改めて衛星候補であることが判明した。
2021年10月に打ち上げられたジェイムズ・ウェッブ宇宙望遠鏡が観測を予定している。

## 特性
主星であるケプラー1625bは、木星程度かそれ以上の質量を持つ太陽系外惑星であるが、ケプラー1625b I は、海王星程度の質量（地球質量の10倍）を持つとされる巨大な衛星であると推測されている。ケプラー1625b I の公転周期は約22日である。また、ケプラー1625b I はケプラー1625b から平均300万km 離れて公転しているとされる。ケプラー1625b は木星の10倍の質量で、衛星はその1.5%程の質量と推測されている。ケプラー1625b I の半径は地球の4.9倍である。また、衛星はガスが主成分とみられ、太陽系内の衛星とは異なった方法で形成されたと考えられている。
ケプラー1625b I は巨大な衛星であるため、孫衛星を持っている可能性もある。主星であるケプラー1625b の平衡温度が253 K (−20 °C; −4 °F)であるため、孫衛星が存在している場合は居住可能であると推測されている。

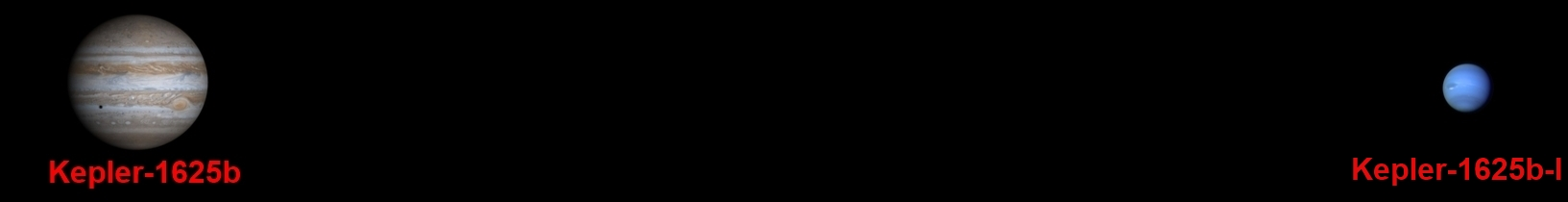
ケプラー1625bとケプラー1625b Iの距離 (比較のため木星と海王星で例示)